# Gran Premio di superbike di Phillip Island 2000
Il Gran Premio di superbike di Phillip Island 2000 è stato la seconda prova su tredici del campionato mondiale Superbike 2000, disputato il 23 aprile sul circuito di Phillip Island, ha visto la vittoria di Anthony Gobert in gara 1, mentre la gara 2 è stata vinta da Troy Corser.
La vittoria nella gara valevole per il campionato mondiale Supersport è stata invece ottenuta da James Whitham.
Dopo aver ottenuto la prima pole position nella prova precedente, l'Aprilia ottiene anche il primo successo nel campionato mondiale Superbike grazie all'australiano Troy Corser in gara 2. Torna al successo invece la Bimota che si impone in gara 1 sul bagnato con l'australiano Anthony Gobert, con questa affermazione la Bimota ritorna alla vittoria nel mondiale Superbike a distanza di 11 anni dall'ultimo successo di Giancarlo Falappa al Paul Ricard nel 1989 con la Bimota YB4EI.
Nella stessa gara 2 un grave incidente è accaduto al campione mondiale in carica del 1999, il britannico Carl Fogarty; l'infortunio subito obbligherà il pilota al ritiro dalle competizioni motociclistiche.

## Risultati

### Gara 1

#### Arrivati al traguardo[8]
| Pos. | Nº  | Pilota               | Squadra            | Motocicletta      | Giri | Tempo     | Griglia | Punti |
| ---- | --- | -------------------- | ------------------ | ----------------- | ---- | --------- | ------- | ----- |
| 1º   | 501 | Anthony Gobert       | MVR Bimota Exp.    | Bimota SB8R       | 22   | 40:48.406 | 11º     | 25    |
| 2º   | 1   | Carl Fogarty         | Ducati Infostrada  | Ducati 996        | 22   | +0:29.542 | 6º      | 20    |
| 3º   | 10  | Vittoriano Guareschi | Yamaha WSBK        | Yamaha YZF R7     | 22   | +0:41.205 | 15º     | 16    |
| 4º   | 11  | Lucio Pedercini      | Pedercini          | Ducati RS 996     | 22   | +0:52.174 | 19º     | 13    |
| 5º   | 2   | Colin Edwards        | Castrol Honda      | Honda VTR1000     | 22   | +0:56.985 | 3º      | 11    |
| 6º   | 33  | Robert Ulm           | Gerin WSBK         | Ducati 996 RS2000 | 22   | +0:57.168 | 14º     | 10    |
| 7º   | 6   | Gregorio Lavilla     | Kawasaki Racing    | Kawasaki ZX 7RR   | 22   | +0:57.627 | 9º      | 9     |
| 8º   | 35  | Giovanni Bussei      | Kawasaki Bertocchi | Kawasaki ZX 7RR   | 22   | +1:06.223 | 17º     | 8     |
| 9º   | 4   | Akira Yanagawa       | Kawasaki Racing    | Kawasaki ZX 7RR   | 22   | +1:17.071 | 8º      | 7     |
| 10º  | 41  | Noriyuki Haga        | Yamaha WSBK        | Yamaha YZF R7     | 22   | +1:32.748 | 5º      | 6     |
| 11º  | 50  | Alistair Maxwell     | SRT Shell Kawasaki | Kawasaki ZX 7RR   | 22   | +1:35.951 | 24º     | 5     |
| 12º  | 46  | Mauro Sanchini       | Pedercini          | Ducati RS 996     | 21   | +1 giro   | 18º     | 4     |
| 13º  | 9   | Katsuaki Fujiwara    | Suzuki Alstare     | Suzuki GSX R750   | 21   | +1 giro   | 10º     | 3     |
| 14º  | 38  | Lance Isaacs         | Ducati NCR         | Ducati RS 996     | 21   | +1 giro   | 23º     | 2     |
| 15º  | 155 | Ben Bostrom          | Ducati Infostrada  | Ducati 996        | 21   | +1 giro   | 13º     | 1     |
| 16º  | 20  | Marco Borciani       | Pedercini          | Ducati RS 996     | 21   | +1 giro   | 20º     |       |
| 17º  | 23  | Jiří Mrkývka         | JM SBK             | Ducati 996 R      | 21   | +1 giro   | 25º     |       |
| 18º  | 69  | Jonnie Ekerold       | White Endurance    | Honda VTR1000     | 21   | +1 giro   | 22º     |       |
| 19º  | 56  | Scott Webster        | Webster            | Honda VTR1000     | 20   | +2 giri   | 30º     |       |
| 20º  | 53  | Sean Mckay           | Sean McKay Racing  | Kawasaki ZX 7RR   | 20   | +2 giri   | 28º     |       |

#### Ritirati
| Nº | Pilota              | Squadra              | Motocicletta      | Giri | Griglia |
| -- | ------------------- | -------------------- | ----------------- | ---- | ------- |
| 12 | Haruchika Aoki      | R & D Bieffe         | Ducati RS 996     | 13   | 7º      |
| 51 | David Simpson       | Peter Stevens M/C    | Suzuki GSX R750   | 13   | 26º     |
| 5  | Simon Crafar        | Castrol Honda        | Honda VTR1000     | 13   | 12º     |
| 15 | Igor Antonelli      | Kawasaki Bertocchi   | Kawasaki ZX 7RR   | 12   | 21º     |
| 54 | Greg Smith          | Steven R. Monza Imp. | Kawasaki ZX 7RR   | 11   | 29º     |
| 44 | Claude-Alain Jäggi  | Philippe Coulon      | Honda VTR1000     | 11   | 31º     |
| 19 | Juan Borja          | Ducati NCR           | Ducati RS 996     | 6    | 4º      |
| 7  | Pierfrancesco Chili | Suzuki Alstare       | Suzuki GSX R750   | 6    | 2º      |
| 13 | Andreas Meklau      | Gerin WSBK           | Ducati 996 RS2000 | 3    | 16º     |
| 3  | Troy Corser         | Aprilia Racing       | Aprilia RSV 1000  | 0    | 1º      |

### Gara 2

#### Arrivati al traguardo[9]
| Pos. | Nº  | Pilota              | Squadra            | Motocicletta      | Giri | Tempo     | Griglia | Punti |
| ---- | --- | ------------------- | ------------------ | ----------------- | ---- | --------- | ------- | ----- |
| 1º   | 3   | Troy Corser         | Aprilia Racing     | Aprilia RSV 1000  | 15   | 25:45.786 | 1º      | 25    |
| 2º   | 41  | Noriyuki Haga       | Yamaha WSBK        | Yamaha YZF R7     | 15   | +0:01.994 | 5º      | 20    |
| 3º   | 7   | Pierfrancesco Chili | Suzuki Alstare     | Suzuki GSX R750   | 15   | +0:04.330 | 2º      | 16    |
| 4º   | 6   | Gregorio Lavilla    | Kawasaki Racing    | Kawasaki ZX 7RR   | 15   | +0:23.592 | 9º      | 13    |
| 5º   | 2   | Colin Edwards       | Castrol Honda      | Honda VTR1000     | 15   | +0:23.604 | 3º      | 11    |
| 6º   | 4   | Akira Yanagawa      | Kawasaki Racing    | Kawasaki ZX 7RR   | 15   | +0:25.243 | 8º      | 10    |
| 7º   | 9   | Katsuaki Fujiwara   | Suzuki Alstare     | Suzuki GSX R750   | 15   | +0:25.322 | 10º     | 9     |
| 8º   | 5   | Simon Crafar        | Castrol Honda      | Honda VTR1000     | 15   | +0:40.832 | 12º     | 8     |
| 9º   | 501 | Anthony Gobert      | MVR Bimota Exp.    | Bimota SB8R       | 15   | +0:41.349 | 11º     | 7     |
| 10º  | 12  | Haruchika Aoki      | R & D Bieffe       | Ducati RS 996     | 15   | +0:43.323 | 7º      | 6     |
| 11º  | 33  | Robert Ulm          | Gerin WSBK         | Ducati 996 RS2000 | 15   | +0:59.059 | 14º     | 5     |
| 12º  | 46  | Mauro Sanchini      | Pedercini          | Ducati RS 996     | 15   | +1:00.692 | 18º     | 4     |
| 13º  | 11  | Lucio Pedercini     | Pedercini          | Ducati RS 996     | 15   | +1:24.219 | 19º     | 3     |
| 14º  | 155 | Ben Bostrom         | Ducati Infostrada  | Ducati 996        | 15   | +1:25.570 | 13º     | 2     |
| 15º  | 15  | Igor Antonelli      | Kawasaki Bertocchi | Kawasaki ZX 7RR   | 15   | +1:31.897 | 21º     | 1     |
| 16º  | 20  | Marco Borciani      | Pedercini          | Ducati RS 996     | 14   | +1 giro   | 20º     |       |
| 17º  | 13  | Andreas Meklau      | Gerin WSBK         | Ducati 996 RS2000 | 14   | +1 giro   | 16º     |       |
| 18º  | 23  | Jiří Mrkývka        | JM SBK             | Ducati 996 R      | 14   | +1 giro   | 25º     |       |
| 19º  | 53  | Sean Mckay          | Sean McKay Racing  | Kawasaki ZX 7RR   | 13   | +2 giri   | 28º     |       |
| 20º  | 69  | Jonnie Ekerold      | White Endurance    | Honda VTR1000     | 12   | +3 giri   | 22º     |       |

#### Ritirati
| Nº | Pilota               | Squadra            | Motocicletta    | Giri | Griglia |
| -- | -------------------- | ------------------ | --------------- | ---- | ------- |
| 50 | Alistair Maxwell     | SRT Shell Kawasaki | Kawasaki ZX 7RR | 12   | 24º     |
| 35 | Giovanni Bussei      | Kawasaki Bertocchi | Kawasaki ZX 7RR | 9    | 17º     |
| 51 | David Simpson        | Peter Stevens M/C  | Suzuki GSX R750 | 9    | 26º     |
| 19 | Juan Borja           | Ducati NCR         | Ducati RS 996   | 5    | 4º      |
| 44 | Claude-Alain Jäggi   | Philippe Coulon    | Honda VTR1000   | 5    | 31º     |
| 56 | Scott Webster        | Webster            | Honda VTR1000   | 5    | 30º     |
| 1  | Carl Fogarty         | Ducati Infostrada  | Ducati 996      | 4    | 6º      |
| 38 | Lance Isaacs         | Ducati NCR         | Ducati RS 996   | 2    | 23º     |
| 10 | Vittoriano Guareschi | Yamaha WSBK        | Yamaha YZF R7   | 1    | 15º     |

### Supersport

#### Arrivati al traguardo
| Pos. | Nº | Pilota               | Squadra                  | Motocicletta    | Giri | Tempo      | Punti |
| ---- | -- | -------------------- | ------------------------ | --------------- | ---- | ---------- | ----- |
| 1º   | 69 | James Whitham        | Yamaha Belgarda          | Yamaha YZF-R6   | 21   | 37'39,549" | 25    |
| 2º   | 15 | Paolo Casoli         | Ducati Infostrada        | Ducati 748 R    | 21   | +8,383"    | 20    |
| 3º   | 1  | Stéphane Chambon     | Suzuki Alstare           | Suzuki GSX 600R | 21   | +10,177"   | 16    |
| 4º   | 51 | Adam Fergusson       | Mobil Honda Racing       | Honda CBR 600F  | 21   | +12,108"   | 13    |
| 5º   | 17 | Pere Riba            | Castrol Honda            | Honda CBR 600F  | 21   | +14,136"   | 11    |
| 6º   | 14 | Christophe Cogan     | BKM Racing               | Yamaha YZF-R6   | 21   | +27,141"   | 10    |
| 7º   | 9  | Wilco Zeelenberg     | Dee Cee Jeans Racing     | Yamaha YZF-R6   | 21   | +28,401"   | 9     |
| 8º   | 21 | Massimo Meregalli    | Yamaha Belgarda          | Yamaha YZF-R6   | 21   | +28,504"   | 8     |
| 9º   | 7  | Fabrizio Pirovano    | Suzuki Alstare           | Suzuki GSX 600R | 21   | +31,612"   | 7     |
| 10º  | 8  | Cristiano Migliorati | Metalsistem Endoug       | Suzuki GSX 600R | 21   | +36,596"   | 6     |
| 11º  | 4  | Jörg Teuchert        | Alpha Technik Yamaha     | Yamaha YZF-R6   | 21   | +44,387"   | 5     |
| 12º  | 55 | Norino Brignola      | Lorenzini by Leoni       | Yamaha YZF-R6   | 21   | +44,473"   | 4     |
| 13º  | 29 | Christer Lindholm    | Dee Cee Jeans Racing     | Yamaha YZF-R6   | 21   | +48,703"   | 3     |
| 14º  | 50 | Chad Turnbull        | Turnbull Kawasaki Racing | Kawasaki ZX-6R  | 21   | +51,932"   | 2     |
| 15º  | 2  | Iain MacPherson      | Kawasaki Racing          | Kawasaki ZX-6R  | 21   | +53,095"   | 1     |
| 16º  | 23 | Davide Bulega        | GIMotorsports            | Yamaha YZF-R6   | 21   | +58,872"   |       |
| 17º  | 33 | Greg Dreyer          | Ten Kate Honda           | Honda CBR 600F  | 21   | +1'19,468" |       |
| 18º  | 34 | Yves Briguet         | D.F.X. Racing            | Ducati 748 R    | 21   | +1'25,375" |       |
| 19º  | 28 | Michele Malatesta    | TDC Desenzano Corse      | Ducati 748 R    | 21   | +1'27,803" |       |
| 20º  | 19 | Walter Tortoroglio   | D.F.X. Racing            | Ducati 748 R    | 21   | +1'32,456" |       |
| 21º  | 22 | Werner Daemen        | Yamaha Belgium           | Yamaha YZF-R6   | 21   | +1'37,983" |       |
| 22º  | 26 | Kyro Verstraeten     | Yamaha Belgium           | Yamaha YZF-R6   | 21   | +1'42,139" |       |
| 23º  | 5  | Rubén Xaus           | Ducati Infostrada        | Ducati 748 R    | 20   | +1 giro    |       |
| 24º  | 77 | Andrea Giachino      | Monza Corse              | Suzuki GSX 600R | 20   | +1 giro    |       |

#### Ritirati
| Nº | Pilota                | Squadra              | Motocicletta    | Giri |
| -- | --------------------- | -------------------- | --------------- | ---- |
| 6  | Christian Kellner     | Alpha Technik Yamaha | Yamaha YZF-R6   | 16   |
| 20 | Karl Harris           | Metalsistem Endoug   | Suzuki GSX 600R | 16   |
| 3  | Piergiorgio Bontempi  | D.C.R. Pirelli       | Ducati 748 R    | 15   |
| 24 | Maurizio Prattichizzo | GIMotorsports        | Yamaha YZF-R6   | 11   |
| 31 | Karl Muggeridge       | Ten Kate Honda       | Honda CBR 600F  | 7    |
| 12 | Andrew Pitt           | Kawasaki Racing      | Kawasaki ZX-6R  | 5    |
| 11 | Julien Allemand       | BKM Racing           | Yamaha YZF-R6   | 2    |
| 16 | Sébastien Charpentier | Honda France Elf     | Honda CBR 600F  | 2    |
| 10 | William Costes        | Honda France Elf     | Honda CBR 600F  | 0    |
| 35 | Shinya Takeishi       | Castrol Honda        | Honda CBR 600F  | 0    |
| 25 | Igor Jerman           | TDC Desenzano Corse  | Ducati 748 R    | 0    |
| 18 | Vittorio Iannuzzo     | Lorenzini by Leoni   | Yamaha YZF-R6   | 0    |